# Calle de Santa Isabel (Madrid)
La calle de Santa Isabel se encuentra en Madrid (España). Debe su nombre al Real Monasterio de Santa Isabel que se encuentra en la misma. El monasterio dio nombre a la antigua Fábrica de Tapices de Santa Isabel (pintada por Velázquez en su cuadro Las hilanderas), localizada en sus proximidades. Es una calle que ofrece una caída en cuesta que va desde su zona más elevada en la Plaza de Antón Martín hasta la inferior en la Plaza del Emperador Carlos V. Discurre de forma paralela a la calle de Atocha.

## Historia

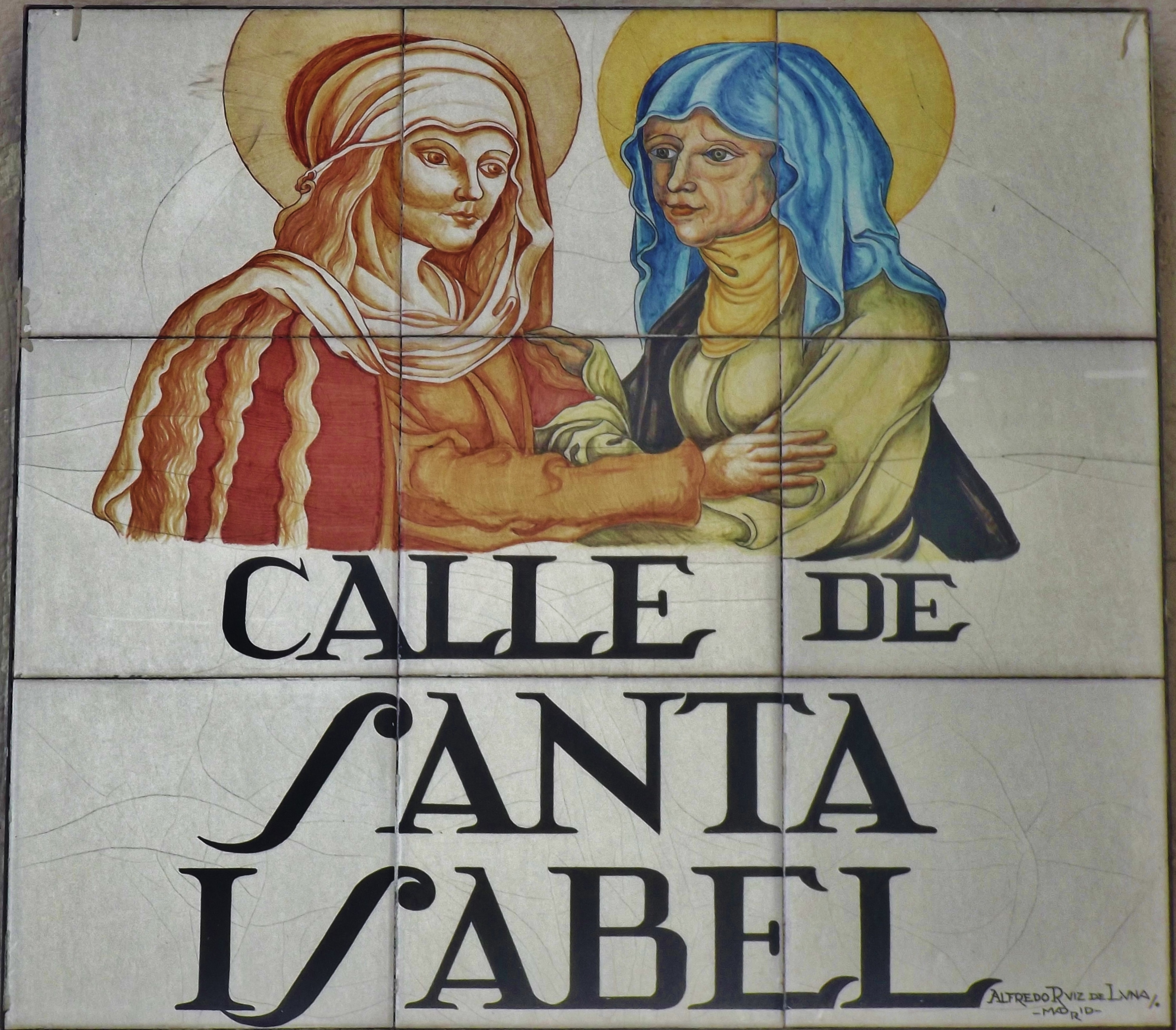
Placa artística de la calle realizada por el ceramista Alfredo Ruiz de Luna

El Monasterio de Santa Isabel se fundó en 1593 por encargo personal de Felipe II en memoria de su hija, la infanta Isabel Clara Eugenia. La obra se adjudicó al alarife Juan Pérez de Mora. En tiempos de Felipe V due destinado a la educación de niños y niñas desvalidos. Este monasterio aloja la Fábrica de Tapices de Santa Isabel y se convirtió en monumento histórico a finales del siglo XX.

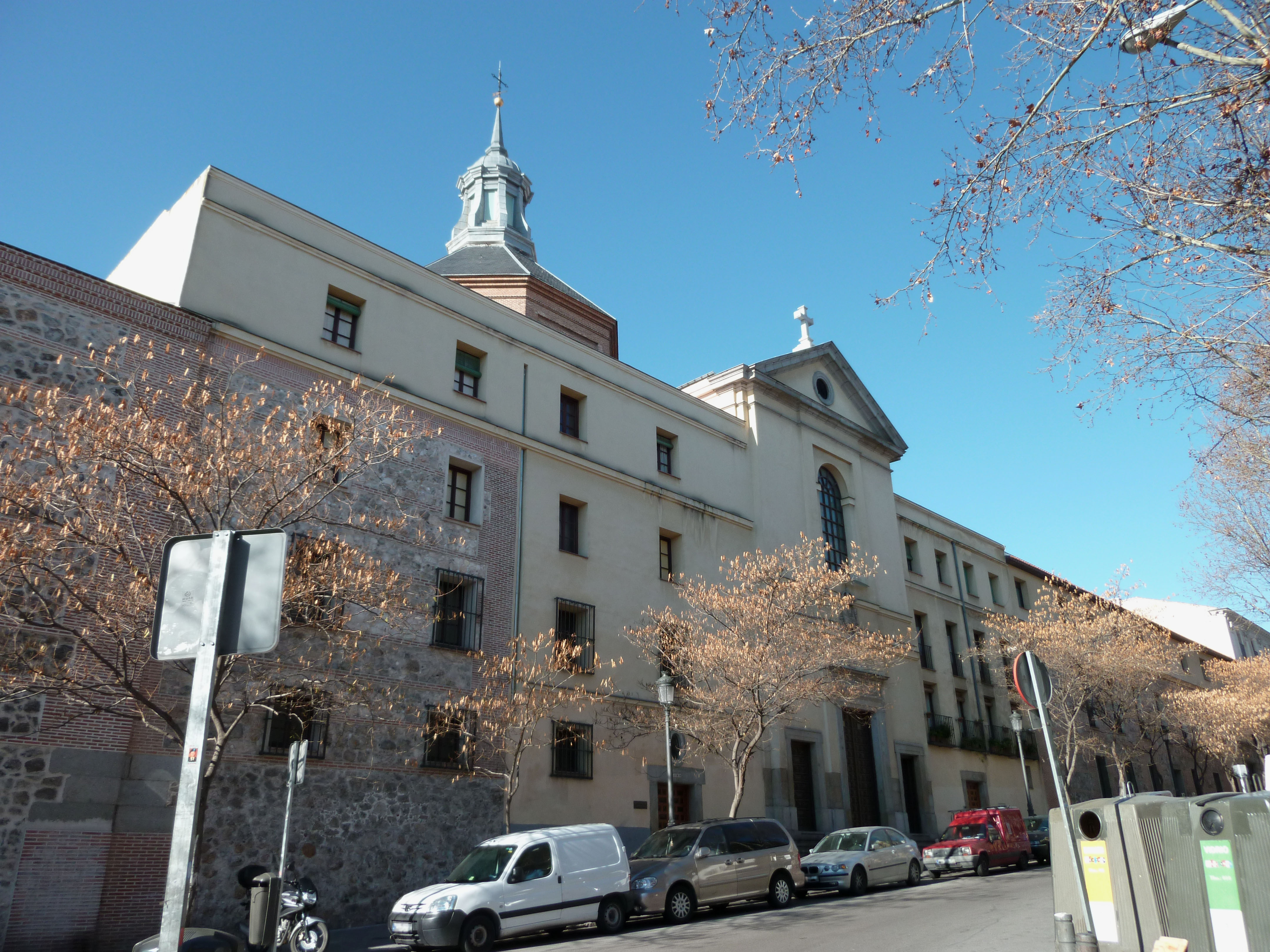
Fachada de la iglesia del monasterio de Santa Isabel, al final de la calle.

En la época de Carlos III el arquitecto Francisco Sabatini (entre 1769 y 1788) se encargó de la construcción del Hospital General mejorando los hospicios que había en la zona. La obra quedó incompleta. En sus comienzos, el Hospital General albergó en su edificio al Real Colegio de Cirugía de San Carlos que se ubicó en los sótanos del Hospital General, en donde se habilitaron dos enfermerías para impartir la docencia. 
En el número 22 de la calle vivía Teresa Mancha de Bayo, amante de José Espronceda que el 18 de septiembre de 1839 murió en su casa ahogada por un vómito de sangre. La reina María Victoria, esposa de Amadeo I, fundó en la calle el Instituto Oftálmico. Se encontraba ubicado en esta calle el cuartel de Santa Isabel destinado al alojamiento de tropas de Infantería. Este cuartel fue lugar de diversas revueltas liberales durante el siglo XIX. La calle de Santa Isabel en pleno siglo XX acababa en los muros del Hospital Provincial (antes denominado Hospital General) sin acceso directo a la glorieta de Atocha. En 1912 se inauguró el cine Doré, que a finales del siglo xx fue sede oficial de la Filmoteca Española. Por la calle de Santa Isabel tiene entrada el Mercado de Antón Martín, construido en 1934 para regular y reunir los cajones de venta que se encontraban a lo largo de la calle a comienzos de dicho siglo.

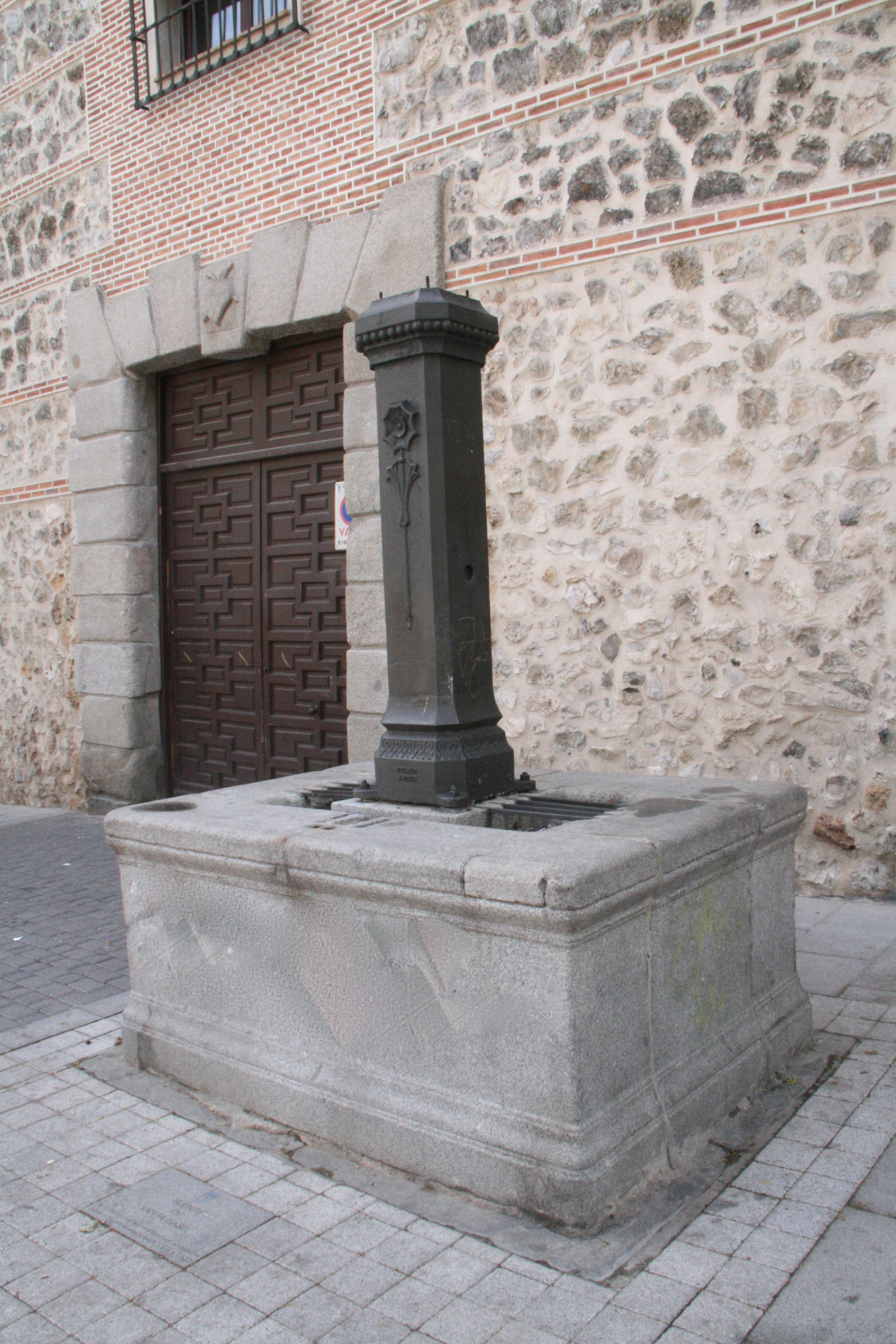
Fuente vecinal de bronce del siglo xix. En este mismo lugar, frente al convento de Santa Isabel, hubo una fuente obra del maestro cantero Martín Gortairy realizada en 1622, descrita «sobre unas gradas y rematada por una cruz de bronce».

En la parte inferior de la calle, está la sede del Colegio Oficial de Médicos de Madrid, así como un acceso lateral al Real Conservatorio Superior de Música de Madrid en parte de las antiguas dependencias del Real Colegio de Cirugía de San Carlos. Casi en su confluencia con la glorieta del Emperador Carlos V se encuentra acceso al Museo Reina Sofía.